# Ogilvy & Mather
Ogilvy ist eine international tätige Werbeagentur, die mit knapp 500 Agenturen in 171 Städten und 125 Ländern weltweit vertreten ist.
Die Agentur wurde 1948 in New York von dem Werbetexter David Ogilvy unter dem Namen Hewitt, Ogilvy, Benson & Mather gegründet. Von 1965 an wurde das Unternehmen außerhalb der USA tätig. 1966 ging Ogilvy & Mather als eine der ersten Werbeagenturen an die Börse. Seit 1989 gehört Ogilvy & Mather, wie die gesamte Ogilvy-Gruppe, zum Agenturnetzwerk WPP Group (Sitz London).
In Deutschland betreut die Agenturgruppe mehr als 200 Kunden mit mehr als 330 Einzeletats. Der deutsche Hauptsitz ist in Frankfurt am Main. Zweigniederlassungen existieren in Düsseldorf und Berlin. In Österreich betreut die Ogilvy Österreich Group mehr als 30 Kunden an ihrem Stammsitz in Wien.

## Bedeutende Arbeiten international
Stilbildend für die Werbung der 50er und 60er Jahre waren frühe Kampagnen für Guinness, Schweppes, und Rolls-Royce, die heute als „Werbeklassiker“ gelten.
Charakteristisch für Ogilvy sind langjährige Kundenbeziehungen, die zu einer Reihe viel zitierter Kampagnen führten. Beispiele dafür sind: American Express, deren Kampagne „Portraits“, fotografiert von Annie Leibovitz vom Fachmagazin Advertising Age 1990 zur „Print Campaign of the Decade“ gekürt wurde.
Gesellschaftlich bedeutend waren u. a. die Arbeiten für Dove mit der „Campaign for Real Beauty“ (seit 2004), die sich kritisch mit unrealistischen und unerreichbaren Schönheitsidealen auseinandersetzt. Der Kurzfilm Sketches aus dieser Kampagne wurde von Business Insider 2013 als „the most viral ad of all time“ bezeichnet. 

## Bedeutende Kampagnen Deutschland
•	American Express: Long live dreams

•	Deutsche Bahn: Spar dir den Flug

•	Dove: Real beauty

•	Schwäbisch Hall: Der Bausparfuchs

•	Media Markt: Hasen Rasen

•	Amnesty International: Switch It Off

•	Advantage Ukraine

•	Coca-Cola: Love Can

•	Prime Video: Die Discounter 2

•	Milka: ZART (Zusammenarbeit mit dem Rapper Nimo)

•	Universal Music: Spotify Charthack

## Bedeutende Kampagnen Österreich
In den mehr als 60 Jahren Agenturgeschichte hat Ogilvy für eine Vielzahl bedeutender lokaler Marken gearbeitet, darunter Austrian Airlines, Gösser, Raiffeisen Bank, Lagerhaus, Uniqa, One Connect Austria, A1, ÖB, Ja natürlich, Hofer Diskont, Österreichische Post, EVN, Iglo, Kleine Zeitung. 

•	Milka: Zart statt zwider
•	Suchard: Ich bin dann mal ich
•	Zurück zum Ursprung
•	Hofer Diskont: Alle kaufen alles ein zum Hofer-Preis
•	Raiffeisen: Wir macht´s möglich
•	Debra Austria: So fühlt sich die Welt für ein Schmetterlingskind an
•	Ströck: Backkunst
•	Österreichisches Rotes Kreuz: Aus Liebe zum Menschen
•	Modellbaumesse Wien: Stratos Jump

## Kontroversen
USA
- Tabacco Institute: Sick building syndrome
1987 startete Ogilvy & Mather in den USA eine Kampagne, um von aufkommenden Berichten zur Schädlichkeit des Passivrauchens abzulenken und die gesundheitlichen Folgen auf die Arbeitsplätze zurückzuführen.[3] Dies war nicht die erste Kampagne, die im Auftrag der Tabakindustrie stattfand, um von den enormen gesundheitlichen Schäden des Rauchens abzulenken.[4]
- BP: Carbon footprint
Diese Kampagne gewann nicht nur einen Effie im Jahre 2007,[5] sondern wird als Musterbeispiel für irreführende Werbung mit Mitteln des Astroturfing angeführt und stark kritisiert.[6][7] Der Begriff CO2-Bilanz wurde von der Agentur zusammen mit BP erfunden.

## Inspiration für Mad Men
Ogilvy wird als eine wichtige Quelle der Inspiration für die erfolgreiche TV-Serie Mad Men genannt. „Longtime Ogilvy employee and executive Jane Maas was cited as the inspiration for the Mad Men main character Peggy Olson.“